# Marc Okrand
Marc Okrand, né le 3 juillet 1948 à Los Angeles, est un linguiste américain, surtout connu pour avoir créé la langue klingon, une langue construite conçue pour les Klingon de la série télévisée Star Trek.

## Biographie
Ayant obtenu un doctorat en linguistique à l'Université de Californie, Marc Okrand enseigne cette matière dans cette même université, puis à la Smithsonian Institution. Son domaine de recherche est les langues amérindiennes éteintes. Sa thèse de doctorat, en 1977, est une grammaire du mutsun, une langue costanoane de Californie. De 1979 jusqu'à sa retraite en 2013, il travaille à la rédaction de sous-titres pour films et séries télévisées, à destination des spectateurs sourds ou malentendants. Il s'agit de « changer la grammaire et le vocabulaire » pour les ajuster à ce public.
Il est recruté pour créer la langue klingon pour le film Star Trek 3 : À la recherche de Spock (1984), et la développe davantage pour les films Star Trek 5 : L'Ultime Frontière (1988) et Star Trek 6 : Terre inconnue (1991). Il publie ensuite, avec le tout nouvel Institut de la Langue klingon, un 'dictionnaire', ouvrage d'introduction à la grammaire et au vocabulaire klingon. Il développe aussi la langue atlante fictive pour le film d'animation de Walt Disney Pictures, Atlantide, l'empire perdu (2001).
En 2010, il participe, avec la Washington Shakespeare Company, à la mise en scène de deux pièces de William Shakespeare (Hamlet et Beaucoup de bruit pour rien, toutes deux traduites par l'Institut de la Langue klingon) en version bilingue, alternant entre scènes en anglais et en klingon. En septembre 2010, le même mois qu'à lieu la représentation, un théâtre à La Haye met en scène ʾuʾ, le premier opéra en klingon, avec un texte original relatant l'un des 'mythes fondateurs' de la 'culture klingon'. Marc Okrand participe également à la préparation de cet opéra.